# Orinda lucindae
Orinda lucindae är en insektsart som först beskrevs av George Willis Kirkaldy 1906.  Orinda lucindae ingår i släktet Orinda och familjen sköldstritar. Inga underarter finns listade i Catalogue of Life.